# George Best
George Best  (Belfast, 22 de maio de 1946 – Londres, 25 de novembro de 2005) foi um futebolista norte-irlandês que atuou como ponta-direita.
Consagrou-se no time inglês do Manchester United, sendo considerado um dos maiores ídolos dos Diabos Vermelhos de todos os tempos e o melhor jogador irlandês e britânico da história. Seu talento foi reconhecido além da Europa; o jornalista e técnico brasileiro João Saldanha, indagado em 1981 para escalar seu time dos sonhos, colocou Best entre os titulares e a revista Placar descreveu-o em 1970 como "um jogador brasileiro nascido na Irlanda do Norte".
O significado de seu sobrenome, em inglês, é "melhor", o que gerou um ditado popular em sua terra natal: "Maradona good. Pelé better. George Best (Maradona, bom. Pelé, melhor. George, 'O' melhor)".

## Carreira

### Primeiros anos
George Best nasceu na capital da Irlanda do Norte, logo após o fim da Segunda Guerra Mundial. Era tão fanático por futebol quando criança que dormia com uma bola na cama. Aos 15 anos, foi treinar no Manchester United, descoberto por um olheiro do clube que o vira atuar por um time amador de Belfast, os Cregagh Boys. Em 1963, aos 17 anos, estreou como profissional. Era magro e franzino, mas demonstrava grande velocidade e domínio de bola. O clube ainda vivia no luto causado pela morte, em acidente aéreo, de alguns integrantes da jovem e brilhante equipe que encantara o futebol inglês nos anos 1950, os Busby Babies, os "bebês" do técnico Matt Busby, um dos sobreviventes do desastre.
Tendo continuado no comando do time, Busby aprovaria a contratação do gênio anunciado. Em sua primeira temporada, Best participou do título da FA Cup.

### Estrelato
Não demoraria a explodir: driblador, provocador e dono de um talento irrepreensível dentro de campo (o que lhe rendeu comparações a Garrincha), formou um lendário trio com o inglês Bobby Charlton e o escocês Denis Law. Com eles, conquistou o Campeonato Inglês em 1965, o sexto título da história do clube na competição. Credenciado para a Copa dos Campeões da UEFA de 1966, o United cruzou nas quartas-de-final com o forte Benfica de Eusébio, Coluna e José Torres, clube cuja equipe-base fora bicampeã do torneio em 1961 e 1962.

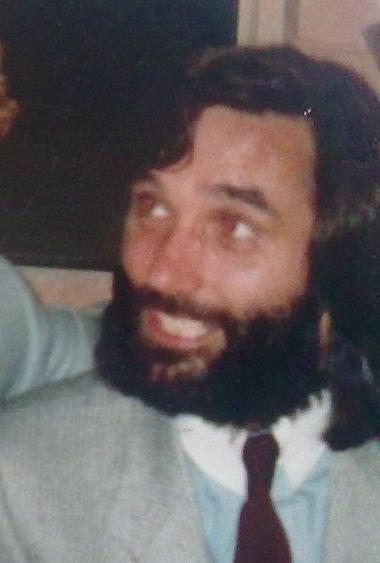
Best em 1982

Após vitória apertada por 3–2 em Old Trafford, Busby determinou cautela e estudo do adversário nos primeiros quinze minutos da partida de volta, em Lisboa. Best o desobedeceu e em doze minutos já havia marcado duas vezes. Os Red Devils fariam 5–1 (com ele marcando um terceiro gol) em pleno Estádio da Luz. No dia seguinte, ele era manchete nos jornais ingleses com o título mais cultuável possível pela juventude inglesa daqueles tempos: "O Quinto Beatle". O sonho do troféu europeu naquela temporada, entretanto, acabaria nas semifinais, onde os mancunianos foram eliminados pelos iugoslavos do Partizan.
O apelido ganhou força de qualquer forma, e também devido à vida de Best fora de campo, onde era frequentemente visto com belas mulheres e carros de último tipo, despertava histeria nas adolescentes com seus cabelos longos e esvoaçantes e seu rosto de galã de cinema, metendo-se em altas festas. Tal comportamento boêmio o levaria ao alcoolismo que acabaria com a sua carreira. Com certa frequência, também atrasava-se ou não comparecia a treinos, o que o fez levar inúmeras multas e suspensões.
Ainda assim, sua capacidade devastadora de furar defesas e seu grande carisma esgotavam a imaginação da imprensa europeia, que a cada nova grande exibição procurava um novo adjetivo para qualificá-lo. Após voltar de uma de suas suspensões, que durou 28 dias, marcou os seis gols da vitória por 8–2 sobre o Northampton Town.
Em 1967, veio novo título inglês. O tri quase veio em 1968: Best terminou o campeonato como artilheiro com 28 gols, mas a conquista ficou com o rival Manchester City por dois pontos de diferença. Paralelamente, em nova chance na Copa dos Campeões, o United encarou outra vez o Benfica, desta vez na final, disputada no mítico Wembley. Best marcou o terceiro gol na vitória por 4–1 driblando toda a defesa adversária, fazendo do United o primeiro inglês a vencer o mais importante troféu europeu de clubes.
Ao final daquela arrasadora temporada, recebeu a Bola de Ouro da France Football como o melhor jogador europeu do ano. É até hoje o único de todos os irlandeses agraciado com o prêmio. No clube que aprendeu a amar, marcaria 179 gols em 470 jogos, tendo sido artilheiro do time em seis temporadas seguidas.

### Decadência

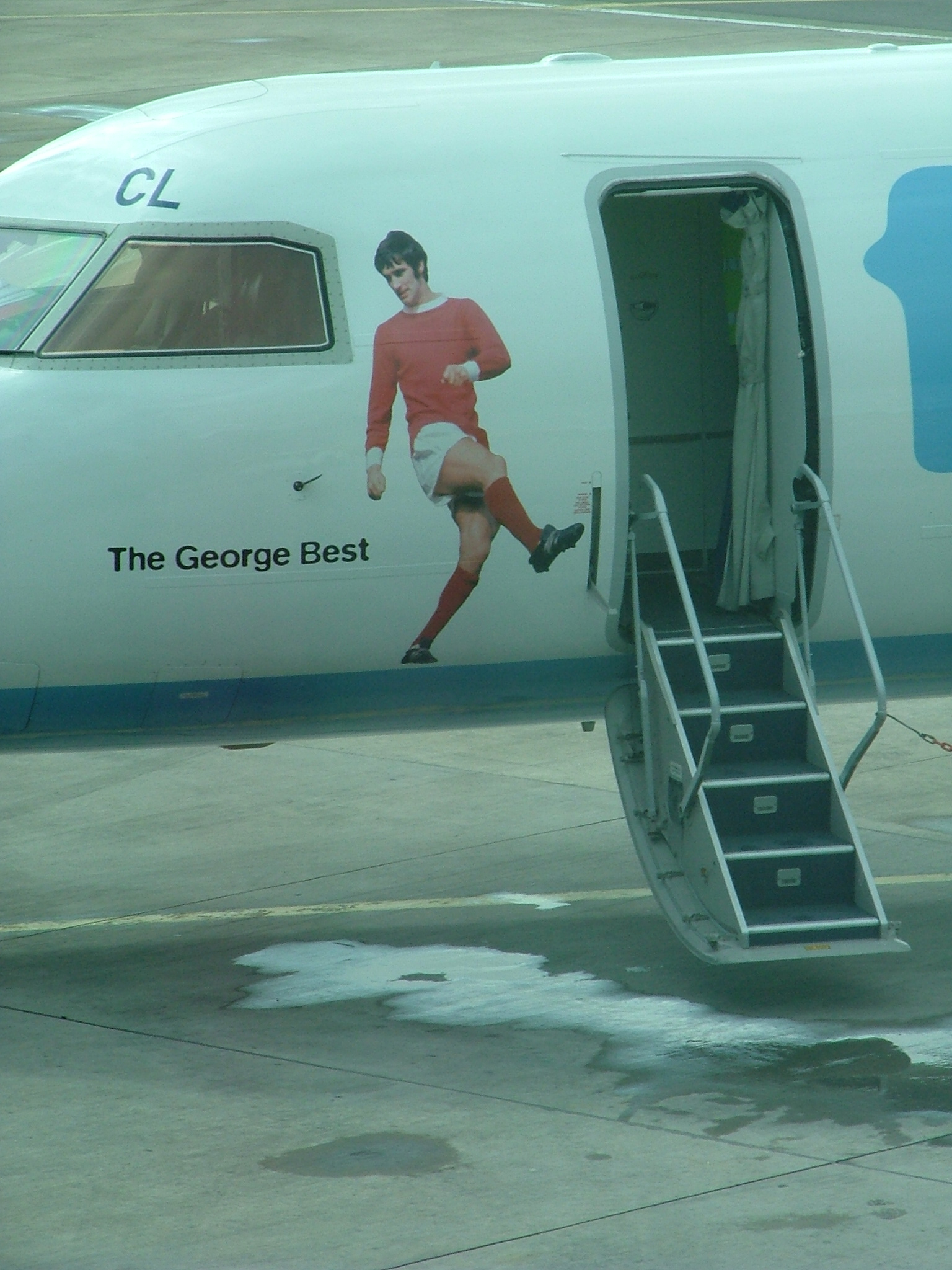
Best, com as cores do Manchester United, pintado na fuselagem de um avião

Cada vez mais explorado nas colunas sociais, seu rendimento em campo começou a cair justamente logo após o auge de sua consagração. O United chegou a passar cinco anos sem assumir a liderança do campeonato inglês, até consegui-la temporariamente na temporada 1971-72. Nesse período, perdeu o Mundial Interclubes de 1968 para o Estudiantes de La Plata (Best chegou a ser expulso no jogo de volta, em Old Trafford - os argentinos haviam vencido em casa e empataram fora), não conseguia mais troféus. Matt Busby, um dos poucos no clube a aturar o temperamento de Best, aposentaria-se de vez em 1971, após ter chegado a deixar o cargo em 1969. Não ajudavam as aparições de Best bêbado nos tablóides ingleses. Tinha a vida cada vez mais questionada em cada detalhe pela mídia, que o tratava como celebridade tal como a um músico ou um diplomata. "Eu sou o cara que levou o futebol das páginas internas para a capa dos jornais", teria dito.
Em 1972, declarou-se aposentado do futebol, mas voltou ao United na seguinte pré-temporada, até deixar o clube de vez em 1973, no meio da campanha desastrosa que culminaria no rebaixamento do clube, decretado em derrota para os rivais do City. De início, havia declarado naquele mesmo mês que encerraria a carreira. "Estou sem jogar há oito meses, mas não deixaria de vir à festa do Eusébio", afirmou no fim de setembro daquele ano na ocasião do amistoso em que o craque português se despediu festivamente do Benfica contra um combinado internacional. Alfredo Di Stéfano, em entrevista naquela época à Revista Placar, relatou ao repórter sobre Best, que encontrava-se no mesmo recinto, que "vou apresenta-lo, mas não sei inglês e não posso servir de intérprete. Depois, nem sei se ele vai querer falar, é um louco".
Ficou um tempo emprestado ao insignifcante Dunstable Town. No ano seguinte, foi para o não muito maior Stockport County. Na época, convivia com ameaças dos terroristas do IRA por ser protestante. Sua irmã chegou a levar um tiro na perna em um atentado. Curiosamente, do Stockport iria para uma equipe católica, o Cork Celtic, da própria República da Irlanda. Jogaria em outro clube alinhado a católicos posteriormente, o Hibernian, da Escócia.

Best chegou a reaparecer na elite inglesa ao passar uma temporada no Fulham, onde atuou ao lado de Bobby Moore. Mas resolveu esconder-se no futebol dos Estados Unidos, à procura de abafar sua decadência. O Fulham chegou a acionar a FIFA para puni-lo, acusando-o de ter se transferido ilegalmente para os EUA. A entidade anistiou o norte-irlandês. Se na América do Norte ele, que estaria há quatro meses sem consumir álcool, chegou a jogar ao lado de Gerd Müller e Teófilo Cubillas no Fort Lauderdale Strikers, jogou também no time da Prisão Ford, onde ficou preso por oito semanas por dirigir embriagado e bater em um policial.
Em 1979, já passava anos não durando mais de uma temporada nas equipes que lhe empregavam. Fez fé pública de sua recuperação como atleta e como pessoa, oferecendo seus serviços a qualquer equipe, disposto a contratos de risco. Iria ao Southend United, da terceira divisão inglesa, mas não foi liberado pelo Fulham, que ainda era o dono do passe de Best. Conseguiu então ir ao Hibernian, na época o último colocado do Campeonato Escocês. Best aceitou com a contrapartida de que, se despertasse interesse de algum clube inglês, fosse imediatamente liberado. Mas os problemas com o alcoolismo persistiram e fariam-no ser expulso do time em 1980. Após a dispensa, internou-se imediatamente em uma clínica de reabilitação, Angela MacDonald-James, sua esposa, afirmou na época que "tínhamos decidido formar uma família. Mas com tudo isso, não quero correr o risco. Não creio que isso seria bom, tendo em vista o estado de George".
Meses depois, nasceu seu filho Callum e Best, em meados de 1981, quando chegou a estar sete meses afastado do vício, garantia que havia mudado após o nascimento do filho. "Encontrei muita gente na minha carreira, mas ninguém me ajudou. Os clubes tratam com máquinas, não com jogadores: não há ninguém com quem desabafar e discutir problemas. Houvesse uma única pessoa, eu não me tornaria um alcóolatra", defendeu-se na época. Nesta época, o Manchester United cogitou recontrata-lo, como o então técnico Ron Atksinson declarando-se pronto para esta experiência. Mas, revoltado com a seriedade de seu tratamento com o alcoolismo ser posta em dúvida por torcedores do United, Best abandonou as negociações: "não vou expor meu cartaz nessa porcaria de time. Volto para os Estados Unidos", declarou. Em meados de 1983, a justiça de Londres anunciou o embargo financeiro do jogador, em razão de dívidas com lojas comerciais, bares e credores individuais, em montante que somava 178 mil dólares. Na época, seu contrato com o Bournemouth, da quarta divisão inglesa, era rescindido pelo clube. "A bebida e os automóveis me fizeram perder tudo", admitiu Best naquele momento.
Aos 38 anos, em 1984, se aposentou definitivamente, já não sendo nem sombra do craque espetacular dos anos 1960 e início dos anos 1970.

## Seleção Nacional

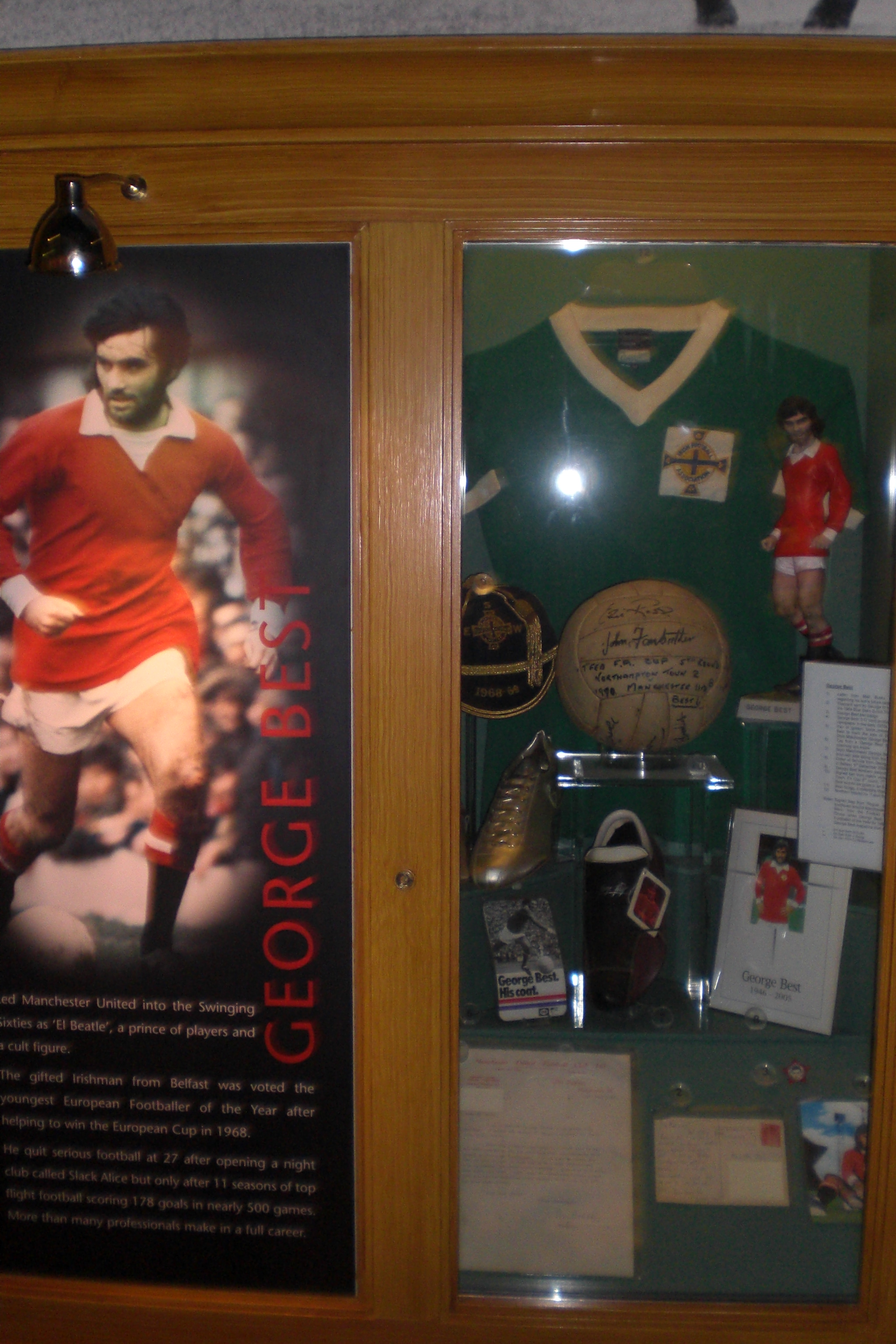
Um espaço dedicado a Best no museu do Manchester United. Um dos itens visíveis é uma camisa da Irlanda do Norte utilizada por ele.

Best está, certamente, entre os grandes jogadores da história do futebol a jamais ter jogado uma Copa do Mundo. A estreia pela Seleção Norte-Irlandesa ocorreu em 1964, em amistoso contra o País de Gales (na partida, estreou também outra futura grande estrela da seleção, o goleiro Pat Jennings), e a equipe - que estreara em Copas no mundial de 1958 e esteve ausente no de 1962 - esteve bem próxima de classificar-se para a Copa de 1966, sediada na Inglaterra, onde morava. Um empate fatal fora de casa na última rodada das Eliminatórias contra a inexpressiva Albânia eliminou o selecionado, que ficou um ponto atrás - com maior saldo de gols - do que a primeira colocada, a Suíça. O empate foi justamente o primeiro ponto conquistado pelos albaneses naquelas Eliminatórias, em que terminaram na última colocação de seu grupo. Os norte-irlandeses, por ironia, haviam sido a única equipe do grupo que havia conseguido golear a Albânia (na partida em Belfast), caracterizada pela tática defensiva que a fazia levar poucos gols.
A Irlanda do Norte disputou vaga na Copa de 1970 contra Turquia e União Soviética. Nos dois primeiros jogos, obteve duas vitórias contra os turcos. Após um recesso de dez meses nas disputas, entretanto, perdeu o embalo e ficaria em segundo lugar no grupo - e sendo assim eliminada - após empatar em casa contra a URSS e perder fora. Àquela altura, quando ainda jogava em plena forma, Best lamentou-se: "pela primeira vez em minha vida eu desejaria realmente ser inglês pelo menos durante um mês", em alusão ao fato de que a seleção inglesa estava garantida no mundial e que Best era visto no momento como hipotético titular absoluto nela caso fosse inglês.
Com Best já decadente, o país ficou em terceiro lugar, atrás dos classificados búlgaros e dos portugueses nas Eliminatórias para o mundial de 1974.[carece de fontes?] Ele inicialmente parou de ser convocado após 1973, retornando em 1976, quando havia voltado a jogar a elite inglesa, pelo Fulham. Na última oportunidade de Best em disputar uma Copa, a de 1978, a seleção ficou novamente em terceiro lugar nas Eliminatórias, atrás dos Países Baixos e da Bélgica. Best fez sua última partida pela Irlanda do Norte em 1977,[carece de fontes?] por aquelas eliminatórias, na derrota por 1–0 para os Países Baixos em 12 de outubro.
Ironicamente, na primeira tentativa de classificação para uma Copa sem contar com Best, os norte-irlandeses conseguiram vaga para a de 1982. Houve quem defendesse a sua convocação para o mundial da Espanha, quando à época estava no San Jose Earthquakes. Best estava com 36 anos e escondido na liga estadunidense, mas ainda era respeitado na terra natal. O técnico Billy Bingham procurou ver Best, mas uma fraca partida da equipe o fez optar por não levar o decadente astro. Best declararia que ficaria resignado em ser utilizado em poucos minutos, apenas para sentir a sensação de disputar uma Copa, mas respeitou a decisão de Bingham.
Ao todo, foram apenas 37 partidas por sua nação.[carece de fontes?] Sempre lamentou não ter realizado mais jogos; seus compromissos com o United o impediram de conciliar o clube com a seleção com certa frequência. Marcou nove vezes.[carece de fontes?] Teriam sido dez se um gol, seu mais famoso, não tivesse sido anulado por um bandeirinha. Em amistoso contra a Seleção Inglesa em 1971, em Belfast, tirou a bola do domínio de Gordon Banks, aproveitando-se de um momento de desatenção do lendário goleiro inglês, que jogara a bola no ar para chutá-la. Best cabeceou-a para o gol, e o árbitro auxiliar considerou o lance faltoso. O norte-irlandês também atuou por uma seleção de estrangeiros, dentre os quais Pelé, Bobby Moore e Giorgio Chinaglia, que representou os Estados Unidos no Torneio Bicentenário do país, em 1976.
Sobre as Irlandas, o protestante Best defendeu que ambas deveriam ter uma única seleção: "São dois países pequenos e a única chance de terem algo bom seria se unissem suas forças (...). Se isso ajudasse ao menos um pouco a resolver outros problemas, deveria ser encorajado. Poderia trazer um sentimento de união". Em outros esportes, elas costumam ser representadas por um único time, casos da seleção irlandesa de rugby union, de rugby league, de críquete, de basquetebol, de hóquei sobre grama, hóquei sobre gelo, de tênis na Copa Davis, de polo aquático, dentre outros.

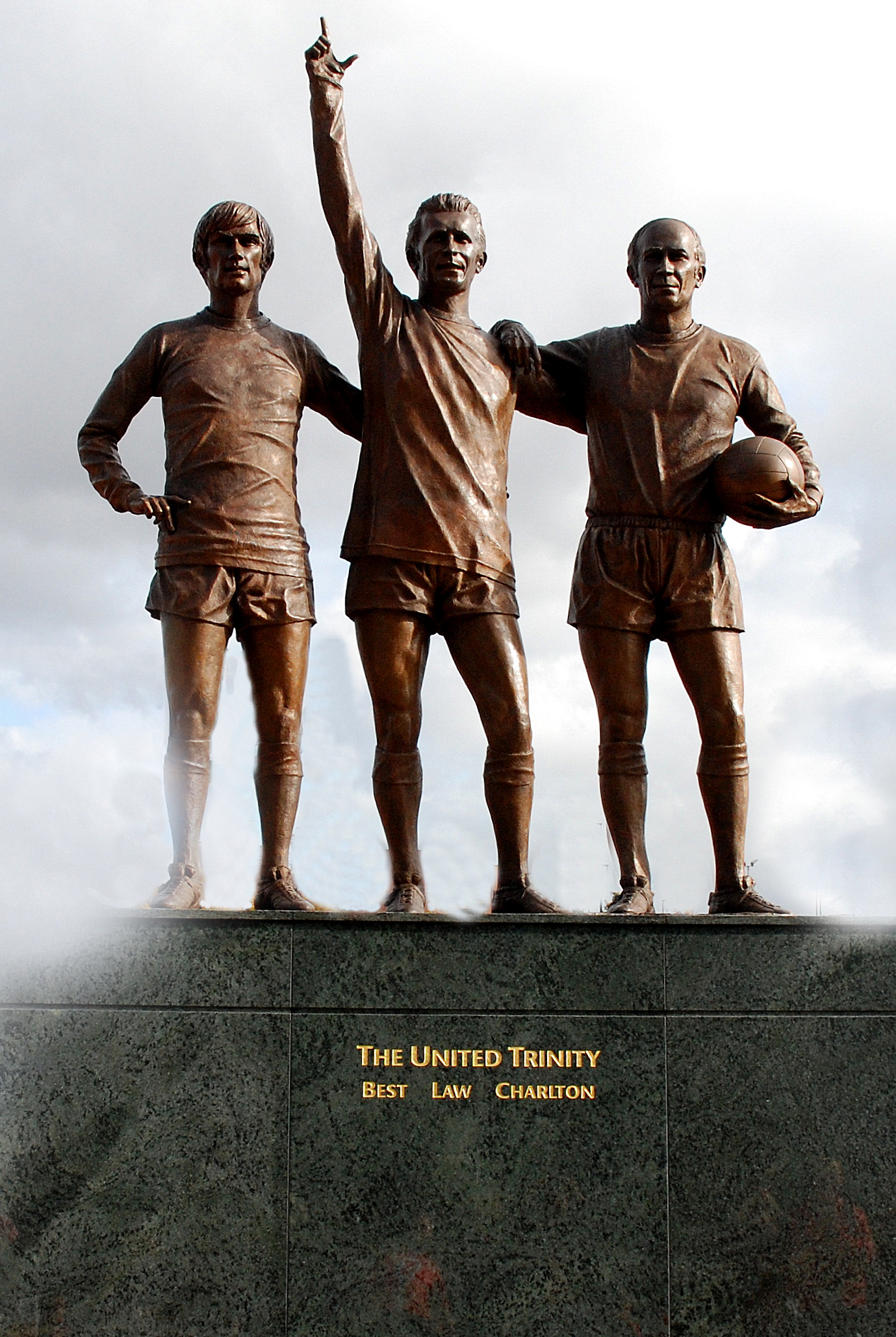
Estátua A Trindade United, em homenagem ao trio Best-Law-Charlton

## O fim de uma estrela
Casado duas vezes e tendo quatro filhos, dois dos quais não reconheceu como dele, deu em 1990 um vexame em debate ao vivo pela BBC, completamente bêbado ("Eu o vi se aproximar e os olhos dele estavam vermelhos. Sabia que ele tinha tomado várias em menos de cinco minutos", disse o apresentador do programa, Terry Wogan). Em 2002, teve de receber um transplante de fígado, destruído pela cirrose, voltando a beber logo no ano seguinte. No dia 3 de outubro de 2005, foi internado às pressas no hospital Cromwell de Londres com problemas nos rins.
Seus últimos dias foram no hospital, ao lado de sua família e do amigo Denis Law. Aos pés da cama, uma carta com a seguinte assinatura: "Do segundo melhor jogador de todos os tempos, Pelé". Sobre ela, Best disparou: "Este foi o último brinde da minha vida".
No dia 20 de novembro, teve seu último gesto de nobreza: deixou-se fotografar no seu estado lamentável no quarto do hospital onde estava pela imprensa, com a mensagem: "Não morra como eu". Morreria cinco dias depois, com múltipla falência dos órgãos. Homenageado por multidões e políticos como grande estrela, foi enterrado com 59 anos ao lado de sua mãe na sua cidade natal, Belfast.

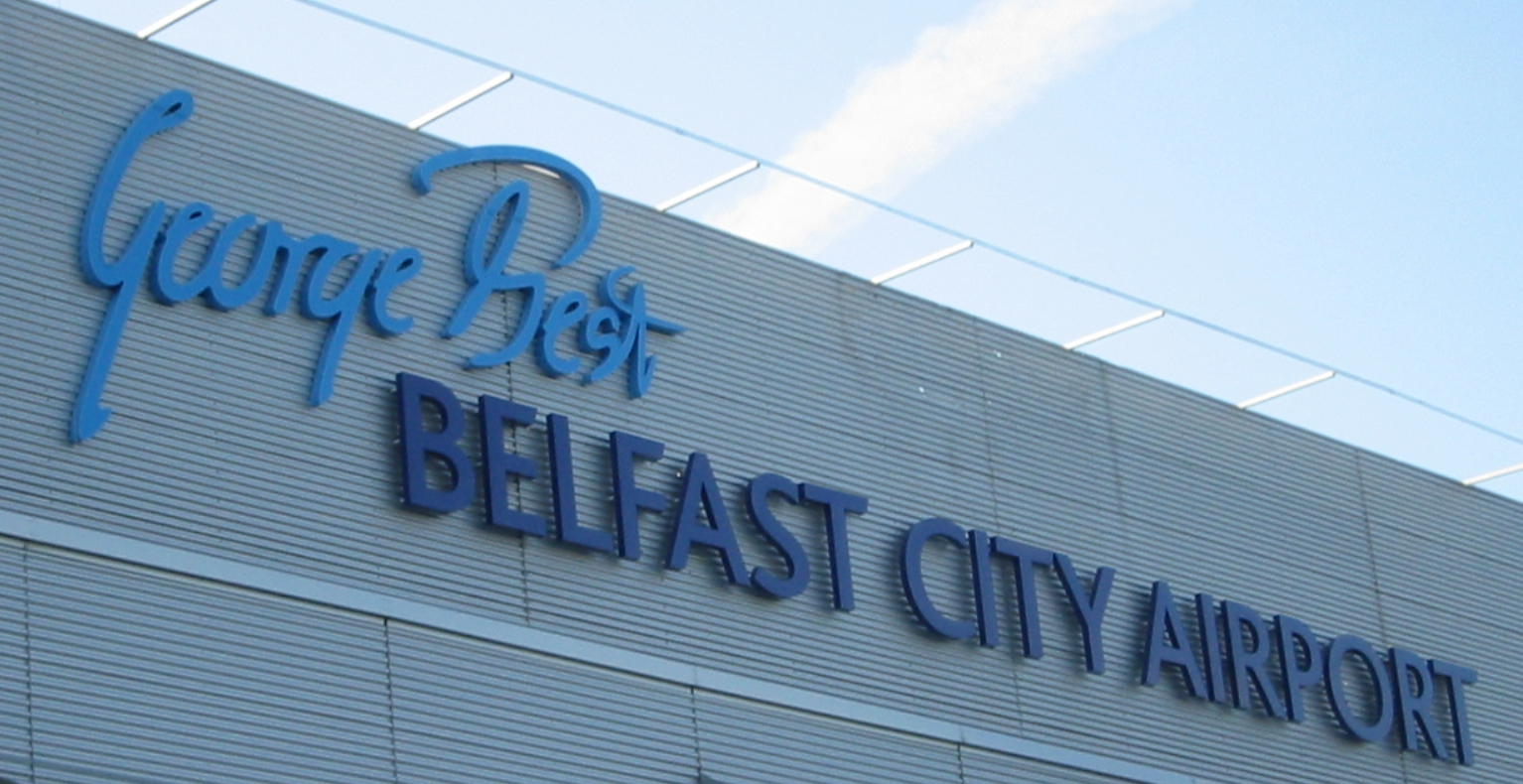
O aeroporto da sua cidade natal, foi renomeado com seu nome, logo após sua morte

## Homenagens
George Best é considerado um héroi nacional em sua terra natal, a Irlanda do Norte. O cortejo de seu funeral foi acompanhado por cerca de 100 mil pessoas. O Aeroporto Internacional de Belfast foi renomeado para George Best Belfast City Airport.

## Frases
Além de ter deixado ao mundo seu futebol inesquecível, tornou-se conhecido também por suas e grandes e inesquecíveis frases de efeito.
- "Odeio táticas, elas me aborrecem. O que me importa são meus dribles, chego a sonhar com eles."[2]
- "(David Beckham) não chuta com a esquerda, não sabe cabecear, não sabe driblar e não marca muitos gols; fora isso, ele é bom."[8]
- “Eu sou o cara que levou o futebol das páginas internas para a capa dos jornais.”
- "Em 1969, eu abandonei as mulheres e o álcool. Foram os 20 piores minutos da minha vida."[8]
- "Gastei muito dinheiro com bebidas, mulheres e carros. O resto eu desperdicei."[8]
- "Dizem que tentei dormir com sete Misses Mundo. Não é verdade. Foram apenas quatro. As outras três é que vieram atrás de mim.”
- "Se você me fizesse escolher entre passar por quatro jogadores e marcar um gol de trinta jardas contra o Liverpool ou ir para a cama com a Miss Universo, seria uma escolha difícil. Felizmente, eu fiz os dois."[11]
- "Se eu tivesse nascido feio, vocês não ouviriam falar de Pelé. Dou-me muito bem com as garotas, gosto de divertir-me, de tirar prazer do dinheiro que ganho e por isso não me dedico inteiramente ao futebol. Eu não serei um monge do futebol apesar de treinar com vontade e de jogar com mais vontade ainda. Sinto que posso fazer o que quiser com a bola, não importa o adversário. Por isso, poderia ser melhor que Pelé, se quisesse."[6]

O jogador também foi citado em uma música da banda irlandesa U2 feita para o filme Em Nome do Pai, que aborda a injusta condenação de um imigrante irlandês na Inglaterra acusado de cometer um ato terrorista do IRA. Em "In the Name of the Father", Bono Vox canta: "In the name of United/and the BBC/In the name of George Best/and LSD". O uso da palavra United pode ser interpretado tanto como referência ao clube em que Best virou símbolo como também ao Reino Unido.

## Estatísticas
| Equipe            | Temporada         | Campeonato nacional | Campeonato nacional | Copa nacional | Copa nacional | Competições continentais | Competições continentais | Outros torneios | Outros torneios | Total | Total |
| Equipe            | Temporada         | Jogos               | Gols                | Jogos         | Gols          | Jogos                    | Gols                     | Jogos           | Gols            | Jogos | Gols  |
| ----------------- | ----------------- | ------------------- | ------------------- | ------------- | ------------- | ------------------------ | ------------------------ | --------------- | --------------- | ----- | ----- |
| Manchester United | 1963–64           | 17                  | 4                   | 7             | 2             | 2                        | 0                        | —               | —               | 26    | 6     |
| Manchester United | 1964–65           | 41                  | 10                  | 7             | 2             | 11                       | 2                        | —               | —               | 59    | 14    |
| Manchester United | 1965–66           | 31                  | 9                   | 5             | 3             | 6                        | 4                        | 1               | 1               | 43    | 17    |
| Manchester United | 1966–67           | 42                  | 10                  | 3             | 0             | —                        | —                        | —               | —               | 45    | 10    |
| Manchester United | 1967–68           | 41                  | 28                  | 2             | 1             | 9                        | 3                        | 1               | 0               | 53    | 32    |
| Manchester United | 1968–69           | 41                  | 19                  | 6             | 1             | 6                        | 2                        | 2               | 0               | 55    | 22    |
| Manchester United | 1969–70           | 37                  | 15                  | 16            | 8             | —                        | —                        | —               | —               | 53    | 23    |
| Manchester United | 1970–71           | 40                  | 18                  | 8             | 3             | —                        | —                        | —               | —               | 48    | 21    |
| Manchester United | 1971–72           | 40                  | 18                  | 13            | 8             | —                        | —                        | —               | —               | 53    | 26    |
| Manchester United | 1972–73           | 19                  | 4                   | 4             | 2             | —                        | —                        | —               | —               | 23    | 6     |
| Manchester United | 1973–74           | 12                  | 2                   | —             | —             | —                        | —                        | —               | —               | 12    | 2     |
| Manchester United | Total             | 361                 | 137                 | 71            | 30            | 34                       | 11                       | 4               | 1               | 470   | 179   |
| Total na carreira | Total na carreira | 361                 | 137                 | 71            | 30            | 34                       | 11                       | 4               | 1               | 470   | 179   |

## Títulos
Northern Ireland
- British Home Championship: 1964[32]

Manchester United
- Supercopa da Inglaterra: 1965 e 1967
- Campeonato Inglês: 1964–65, 1966–67
- Liga dos Campeões da UEFA: 1967–68

### Prêmios individuais
- Futebolista Inglês do Ano pela FWA: 1967–68
- Ballon d'Or: 1968
- Equipe do Ano PFA da Football League Second Division: 1976–77
- Football League 100 Legends
- Prêmios do Jubileu da UEFA: 2003
- Jubileu de Ouro da UEFA (19º)
- FIFA 100
- Equipe do Século PFA (1907–2007)
  - Equipe do Século PFA (1907–1976)
- Hall da Fama do Futebol Inglês: 2008
- Prêmio de Mérito PFA: 2006
- Prêmio Tributo FWA: 2007
- 16º Melhor Jogador do Século XX pela IFFHS
- 11º Melhor Jogador Europeu do Século XX pela IFFHS
- Bola de Ouro Dream Team: Melhor Ponta Direito da História - terceiro esquadrão

### Artilharias
- Campeonato Inglês de 1967–68 (28 gols)